# Карделли, Пьетро
Пьетро (Пьер) Карделли (итал. Pietro Cardelli; фр. Pierre Cardelli; также иногда ошибочно Джорджио Карделли, англ. Giorgio Cardelli; 30 сентября 1776, Рим — 7 октября 1822, Новый Орлеан) — итальянский скульптор, работавший во Франции и США. Современник ещё нескольких итальянских деятелей искусства с такой же фамилией.

## Биография

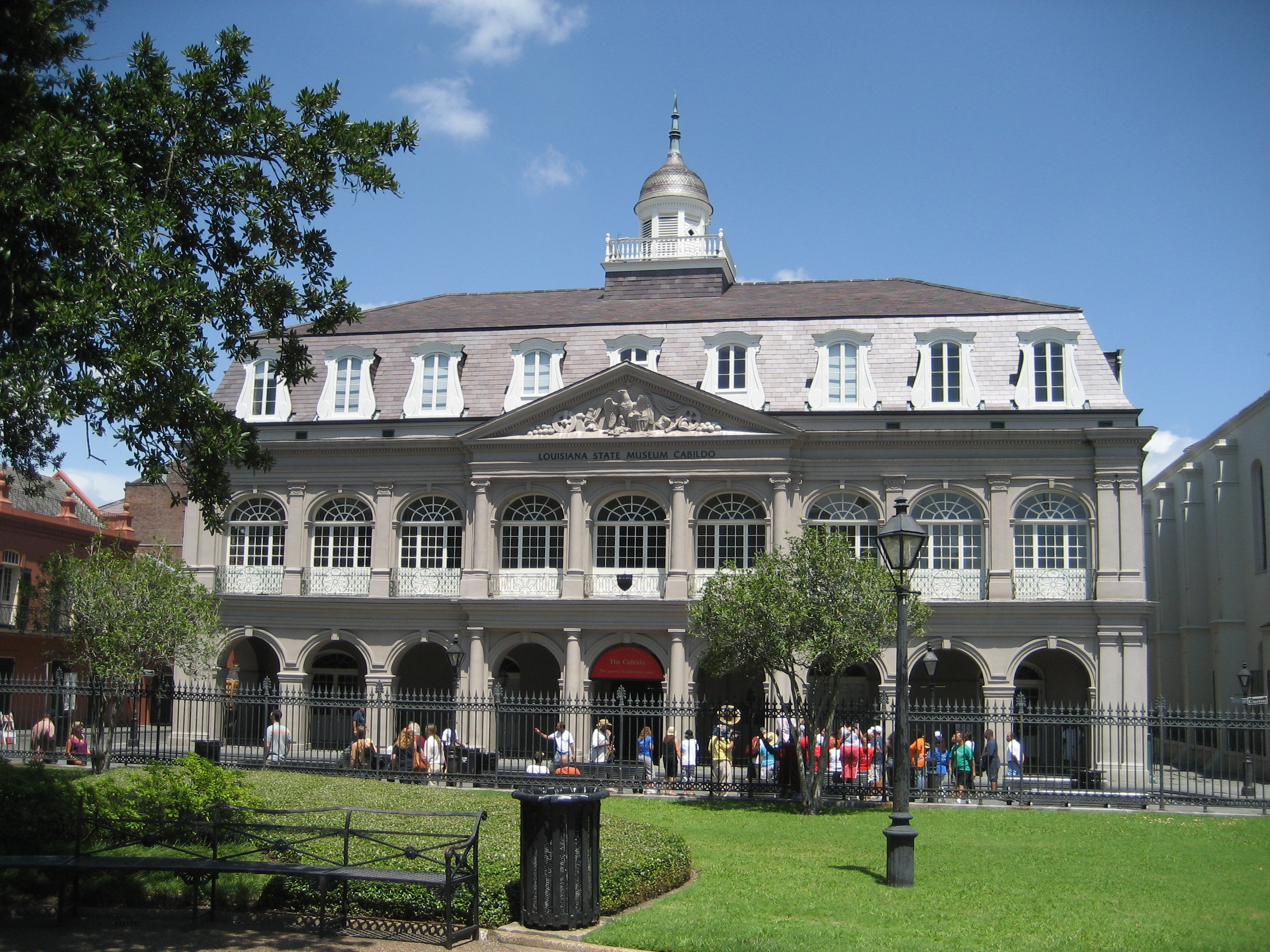
Ратуша Нового Орлена (ныне — городской исторический музей). На фронтоне — скульптура орла с гербом работы Карделли.

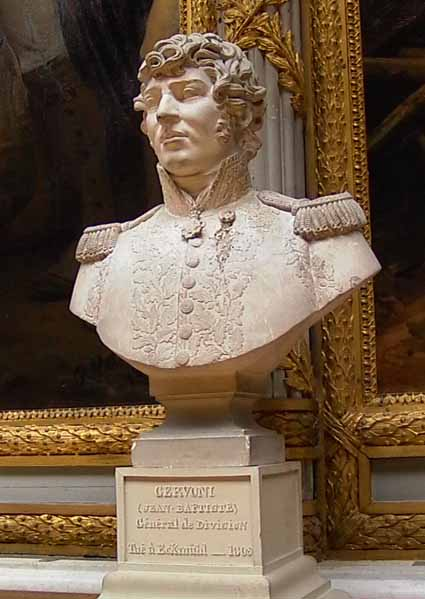
Бюст генерала Червони работы Карделли. Версаль.

Уроженец Рима. В 1793 году за одну из своих работ получил премию римской Академии Святого Луки (академии художеств). После этого некоторое время работал в Испании.
В самом начале XIX века Карделли прибыл в Париж. В годы Первой империи Карделли выполнил, среди прочего, бюст Герарда Дау (для Лувра), бюст Наполеона (по заказу вице-короля Италии Евгения Богарне для украшения Венецианского арсенала), бюст героически погибшего на поле боя генерала Жана-Батиста Червони (ныне в Версале). На Парижском салоне Карделли выставлял свои работы как минимум трижды: в 1804, 1810 и 1812 годах. Тогда же он выполнил шесть рельефов для Вандомской колонны.
После поражения Наполеона в битве при Ватерлоо, Карделли, который, как уроженец Рима, видимо считал себя «нейтральным», решил, что в Париже ожидаются перебои с заказами и перебрался в Англию, где участвовал в выставках Королевской академии и Британского института (выставил статую «Отдыхающий Эрот» и три бюста), но особой славы не сыскал.
Уже в 1816 году Карделли отправился в США. Там он выполнил бюст американского художника Джона Трамбулла, который при содействии архитектора Бенджамина Генри Латроба был продемонстрирован президенту США. После этого Карделли получил правительственный заказ на участие в скульптурном оформлении здания Капитолия в Вашингтоне, который в то время восстанавливал Латроб (в 1812 году Капитолий был сожжён занявшими город Вашингтон британскими войсками). Помимо всего прочего, Карделли было поручено выполнить с натуры бюсты трёх президентов США: Томаса Джефферсона (уже весьма пожилого), Джеймса Мэдисона и Джеймса Монро (в то время занимавшего этот пост) для украшения интерьеров Капитолия.
В 1821 году Карделли отправился в Новый Орлеан, где ему поручили создать новый горельеф для фронтона городской ратуши вместо испанского герба, украшавшего её прежде. Горельеф с орлом и гербом работы Карделли сохранился доныне и украшает здание, где в наше время размещается музей.
Уже в следующем, 1822 году, Карделли скончался в Новом Орлеане.
Согласно итальянскому биографическому словарю Треккани, в американских публикациях вместо Пьетро часто упоминается некий скульптор Джорджио Карделли. Однако, составители словаря приходят к выводу, что такой человек никогда не существовал.